# IC 3824
IC 3824 ist eine elliptische Galaxie vom Hubble-Typ E4 im Sternbild Rabe südlich der Ekliptik. Sie ist schätzungsweise 566 Millionen Lichtjahre von der Milchstraße entfernt und hat einen Durchmesser von etwa 85.000 Lj.

Im selben Himmelsareal befinden sich u. a. die Galaxien IC 3819, IC 3822, IC 3825, IC 3827.
Das Objekt wurde am 10. Mai 1899 von Herbert Alonzo Howe entdeckt.